# Wyki
Wyki – wieś w Polsce położona w województwie wielkopolskim, w powiecie krotoszyńskim, w gminie Rozdrażew.
W latach 1975–1998 miejscowość administracyjnie należała do województwa kaliskiego. We wsi znajdował się przystanek rozebranego odcinka Krotoszyn - Pleszew Krotoszyńskiej Kolei Dojazdowej. Pociąg zakończył bieg 12 stycznia 1986 r.